# Бахмутські козаки
Бахмутські козаки — козаки підрозділу, сформованого в 1701 році для охорони відібраних у казну Бахмутських соляних розробок. 
Підрозділ було сформовано з бахмутських, торських і маяцьких козаків (Бахмут, Тор — м. Слов'янськ, Маяки — село Краматорського району Донецької області), які організаційно були об'єднані в Бахмутську козацьку компанію. З березня 1721 року бахмутські козаки були підпорядковані Військовій колегії. 27 жовтня 1748 року на базі цієї компанії сформовано Бахмутський кінний козацький полк, який 11 червня 1764 року перетворено на Луганський пікінерський полк і введено до складу регулярної кавалерії. 1783 року, після об'єднання з Полтавським пікінерським полком, утворив 6-ескадроний Маріупольський легкокінний полк, котрий було віднесено до Української інспекції з дислокацією згодом в Немирові та Лубнах, а з 1875 року в м. Несвіж та Білостоці (1892).

## Джерело
- Петренко Є.Д. БАХМУТСЬКІ КОЗАКИ [Архівовано 5 березня 2016 у Wayback Machine.] // Енциклопедія історії України : у 10 т. / редкол.: В. А. Смолій (голова) та ін. ; Інститут історії України НАН України. — К. : Наукова думка, 2003. — Т. 1 : А — В. — С. 205. — ISBN 966-00-0734-5.